# Mandy Wötzel
Mandy Wötzel (ur. 21 lipca 1973 w Karl-Marx-Stadt) – niemiecka łyżwiarka figurowa, startująca w parach sportowych. Brązowa medalistka olimpijska z Nagano (1998) i uczestniczka igrzysk olimpijskich (1992, 1994), mistrzyni świata (1997), mistrzyni Europy (1995), zwyciężczyni finału Grand Prix (1996), dwukrotna mistrzyni NRD (1989, 1990) oraz 5-krotna mistrzyni Niemiec (1991, 1993, 1995–1997).
Zakończyła karierę amatorską w 1998 roku. W 2007 roku wyemigrowała do Australii i została trenerką łyżwiarstwa w Melbourne.

## Osiągnięcia

### Ze Ingo Steuerem
| Zawody                        | 92–93          | 93–94          | 94–95          | 95–96          | 96–97          | 97–98          |                |                |                |                |                |                |                |                |                |                |                |
| Międzynarodowe                | Międzynarodowe | Międzynarodowe | Międzynarodowe | Międzynarodowe | Międzynarodowe | Międzynarodowe | Międzynarodowe | Międzynarodowe | Międzynarodowe | Międzynarodowe | Międzynarodowe | Międzynarodowe | Międzynarodowe | Międzynarodowe | Międzynarodowe | Międzynarodowe | Międzynarodowe |
| ----------------------------- | -------------- | -------------- | -------------- | -------------- | -------------- | -------------- | -------------- | -------------- | -------------- | -------------- | -------------- | -------------- | -------------- | -------------- | -------------- | -------------- | -------------- |
| Igrzyska olimpijskie          |                | WD             |                |                |                | 3              |                |                |                |                |                |                |                |                |                |                |                |
| Mistrzostwa świata            | 2              | 4              | 5              | 2              | 1              |                |                |                |                |                |                |                |                |                |                |                |                |
| Mistrzostwa Europy            | 2              | 5              | 1              | 2              | 2              |                |                |                |                |                |                |                |                |                |                |                |                |
| GP Finał Grand Prix           |                |                |                | 3              | 1              | 2              |                |                |                |                |                |                |                |                |                |                |                |
| GP Nations Cup                |                |                |                | 2              | 1              | 1              |                |                |                |                |                |                |                |                |                |                |                |
| GP Cup of Russia              |                |                |                |                | 1              |                |                |                |                |                |                |                |                |                |                |                |                |
| GP NHK Trophy                 |                |                |                | 2              |                |                |                |                |                |                |                |                |                |                |                |                |                |
| GP Skate Canada International |                |                |                |                | 1              |                |                |                |                |                |                |                |                |                |                |                |                |
| GP Trophée Lalique            |                |                |                |                |                | 2              |                |                |                |                |                |                |                |                |                |                |                |
| Nations Cup                   | 1              | 2              | 1              |                |                |                |                |                |                |                |                |                |                |                |                |                |                |
| NHK Trophy                    |                |                | 3              |                |                |                |                |                |                |                |                |                |                |                |                |                |                |
| Piruetten                     | 1              |                |                |                |                |                |                |                |                |                |                |                |                |                |                |                |                |
| Skate Canada International    | 1              |                |                |                |                |                |                |                |                |                |                |                |                |                |                |                |                |
| Trophée de France             |                |                | 3              |                |                |                |                |                |                |                |                |                |                |                |                |                |                |
| Krajowe                       |                |                |                |                |                |                |                |                |                |                |                |                |                |                |                |                |                |
| Mistrzostwa Niemiec           | 1              |                | 1              | 1              | 1              |                |                |                |                |                |                |                |                |                |                |                |                |

### Z Axelem Rauschenbachem
| Zawody               | 87–88          | 88–89          | 89–90          | 90–91          | 91–92          |                |                |                |                |                |                |                |                |                |                |                |                |
| Międzynarodowe       | Międzynarodowe | Międzynarodowe | Międzynarodowe | Międzynarodowe | Międzynarodowe | Międzynarodowe | Międzynarodowe | Międzynarodowe | Międzynarodowe | Międzynarodowe | Międzynarodowe | Międzynarodowe | Międzynarodowe | Międzynarodowe | Międzynarodowe | Międzynarodowe | Międzynarodowe |
| -------------------- | -------------- | -------------- | -------------- | -------------- | -------------- | -------------- | -------------- | -------------- | -------------- | -------------- | -------------- | -------------- | -------------- | -------------- | -------------- | -------------- | -------------- |
| Igrzyska olimpijskie |                |                |                |                | 8              |                |                |                |                |                |                |                |                |                |                |                |                |
| Mistrzostwa świata   | 8              |                | 7              |                |                |                |                |                |                |                |                |                |                |                |                |                |                |
| Mistrzostwa Europy   | 5              | 2              |                | 5              | 6              |                |                |                |                |                |                |                |                |                |                |                |                |
| Skate America        |                |                |                | 3              |                |                |                |                |                |                |                |                |                |                |                |                |                |
| Trophée de France    |                | 2              | 1              |                |                |                |                |                |                |                |                |                |                |                |                |                |                |
| Krajowe              |                |                |                |                |                |                |                |                |                |                |                |                |                |                |                |                |                |
| Mistrzostwa Niemiec  |                |                |                | 1              | 2              |                |                |                |                |                |                |                |                |                |                |                |                |
| Mistrzostwa NRD      | 2              | 1              | 1              |                |                |                |                |                |                |                |                |                |                |                |                |                |                |